# رابیندرانات تاگور
رابیندرانات تاگور (به بنگالی: রবীন্দ্রনাথ ঠাকুর) (۷ مه ۱۸۶۱ – ۷ اوت ۱۹۴۱) شاعر، نمایشنامه‌نویس، فیلسوف، موسیقیدان و چهره‌پرداز اهل بنگال هند بود. شهرت او بیشتر برای شاعری و به‌عنوان نخستین آسیایی برنده جایزه نوبل بود. پدرش دبندرانات (مهاریشی) و مادرش سارادادیوی نام داشت. پدر تاگور غزل‌های حافظ را حفظ بود و به اشعار فارسی علاقه وافری داشت، او خود را متعلق به سرزمین ایران می‌دانست. به تاگور لقب گوردیو (Gurdev) به معنای پیشوا داده‌اند. وی از سردمداران دیرین و مدافعان سرسخت استقلال هندوستان به‌شمار می‌آید. محمد حمید انصاری معاون رئیس‌جمهوری هند می‌گوید: تاگور در سفر به ایران طی سخنانی گفت: هویت نفسانی و هویت ملی که در ذات انسان نهفته است نباید مانع از احترام به دیگر فرهنگ‌ها شود، آسیا دارای تمدن و فرهنگ غنی است و هر ملتی بر اساس فرهنگ و مذهب و آیین خود راه رهایی خود از عقب ماندگی و استعمار را بازخواهد یافت.
رابیندرانات تاگور بزرگ‌ترین شاعر ایالت بنگال است، که به زبان هندی و زبان بنگالی شعر می‌سرود و اشعار خود را به انگلیسی نیز ترجمه می‌کرد. هم سرود ملی هند و هم سرود ملی بنگلادش از تصنیف‌های تاگور است.
او از کودکی اشعاری نغز می‌سرود و در زبان و ادبیات شبه قاره هند انقلاب پدیدآورد. به ویژه اشعار موسوم به گیتانجالی معروفیت فراوان دارد و به زبان‌های بسیاری ترجمه شده است. تاگور با این اشعار در سال ۱۹۱۳ جایزه نوبل را در ادبیات دریافت کرد. او علاوه برسرودن شعر، داستان و نمایشنامه می‌نوشت، و گاه تأملات خیال‌انگیز و عرفانی خود را روی بوم نقاشی می‌آورد.
تاگور در سراسر مشرق زمین محبوبیت داشت. او به ایران علاقه فراوان داشت و دو بار به ایران سفر کرد: بار اول در اردیبهشت ۱۳۱۱ (بهار ۱۹۳۲) که به همراه عروس خود و دینشاه ایرانی (از پیشوایان پارسیان هند) به دعوت دولت ایران به این کشور سفر کرد و جشن هفتاد و یکمین زادروز او در تهران برگزار شد. تاگور در دیدار از تهران و شیراز با بسیاری از نویسندگان و سخنگویان ایرانی دوست شد. ملک‌الشعرای بهار در ستایش تاگور مثنویِ بلندی سروده است. او در سال ۱۳۱۳ برای بار دوم به ایران سفر کرد.
تاگور از عرفان «اوپانیشادی» و سروده‌های عارفان و شاعران «بهکتی نو» بسیار تأثیر گرفته است. تاگور در نوشته‌های خود عبارات و پاره‌هایی از اوپانیشادها را نقل می‌کند و در مجموعهٔ ترانه‌های کبیر، یکصد شعر از سروده‌های کبیر، مؤسس مذهب «کبیر پانتی» و نمایندهٔ برجسته مکتب بهکتی‌نو را به زبان انگلیسی درآورد.

## تبار
رابیند رانات تاگور در ششم ماه مه سال ۱۸۶۱ یعنی حدود ۶۰ سال پس از اشغال هندوستان توسط انگلیسی‌ها در شهر کلکته در خانواده مهاراجهای ثروتمند متولد شد.
تاگور از خاندان برهمنان هند بود. بنیادگذار خاندانش مردی به نام پَنچامَن کوشاری بود. او در آغاز در جسور (Jesseor) در بنگال جنوبی می‌زیست ولی پس از پیدا کردن اختلاف با مرزبان آن سامان در سال‌های پایانی سده هفدهم از شهر خویش به دهکده ماهیگیری کوچکی به نام گوویندپور کوچید. مردم این دهکده که از طبقه‌های پست هندوستان شمرده می‌شدند زیستن خانواده‌ای از طبقه برهمنان را در میان خویش ارج نهادند و به پنچامن لقب تهاکور (Thakur)دادند که معنای سرور را در زبان هندی می‌رساند. پس از چندی که این خاندان با انگلیسی‌ها ارتباط برقرار کردند و به داد و ستد با هم پرداختند نزد انگلیسی‌ها تاگور (Tagore) خوانده شدند که تغییر شکل داده همان تهاکور بود و رفته رفته به عنوان نام خانوادگی بر این خاندان به‌جای ماند.
پس از چندی دهکده زیستگاه آنان و دهکده‌های گرد آن به شهری بزرگ گسترش یافت و نام کلکته را به خود گرفت. خاندان تاگور هم که داد و ستد گسترده‌ای با انگلیسیها داشتند به رونق و سود و دارایی بسیاری دست یافتند. اوج پیشرفت این خاندان در زمان پدربزرگ رابیندرانات تاگور که دورکنات (Dwarkanath) نام داشت پدید آمد. وی که در ۱۷۹۴ دیده به جهان گشوده بود به جوانمردی و بخشندگی شهرت داشت و همچنین رهبر آیین راجا رام موهان روی (Raja Rammohum Roy) بود. دورکنات دو بار به انگلستان رفت که بار دوم به سال ۱۸۴۴ بود. وی از این سفر بازنگشت و در سال ۱۸۴۶ در شهر لندن درگذشت. از او سه پسر به جای ماند که بزرگ‌ترین آن‌ها دبندرانات Dbendranath (پدر رابیندرانات تاگور) در سال ۱۸۱۷ زاده شد. از آنجا که وی مردی دیندار و پارسا بود از سوی هندوان لقب مهاریشی را، که لقبی است ویژه رهبران دینی، دریافت کرد.
مادر رابیندرانات، سارادادیوی (Sarada-devi) نام داشت که در ۸ مارس ۱۸۸۵ درگذشت. «تاگور» دربارهٔ مرگ مادرش می‌گوید: «اولین باری بود که با مفهوم نیستی و رفتن بی‌بازگشت آشنا شدم آن هنگام که پیکر مادرم را به معبدی بردند و سوزاندند.»
رابیندرانات چهاردهمین فرزند خانواده بود. پدرش مهاریشی چهارده فرزند داشت که او کوچک‌ترین آن‌ها بود. بزرگ‌ترین برادر رابیندرانات، دویجیندرانات نام داشت که مردی دانشمند بود و دستی در فلسفه و شعر و ریاضی و موسیقی و ادب داشت. وی در سال ۱۹۲۶ درگذشت. دومین پسر او ساتین‌درانات نام داشت که دارای دانش سانسکریت و چیره به زبان‌های بنگالی و انگلیسی بود. سومین پسر او همن‌درانات که در چهل سالگی درگذشت و از رابیندرانات بیش از دیگران پرستاری کرد و بدو بنگالی و انگلیسی آموخت. پنجمین پسرش جوی‌تیرین‌درانات نام داشت که شاعر، نویسنده، موسیقیدان و همچنین مردی میهن‌پرست بود. او تأثیر بسیاری بر رابیندرانات گذارد. وی در سال ۱۹۲۵ درگذشت. از دختران او یکی سودامینی بود که پرستار پدر پیرش و برادر خردسالش رابیندرانات بود؛ دیگری که پنجمین دختر مهاریشی هم بود سورناکوماری نام داشت که نویسنده و موسیقیدانی آزادیخواه بود که در بیداری زنان بنگالی کوشش بسیار نمود.

## آغاز زندگی
رابیندرانات در بامداد ۷ مه ۱۸۶۱ میلادی زاده شد. او چهاردهمین و واپسین فرزند مهاریشی بود. وی را در میان خانواده رابی می‌خواندند. سیزده سال و ده ماه از زندگیش گذشته بود که مادرش را از دست داد. از آنجا که پدرش که زمیندار بزرگی بود پیوسته در سفر بود نگهداری وی بر گرده برادرانش افتاد.

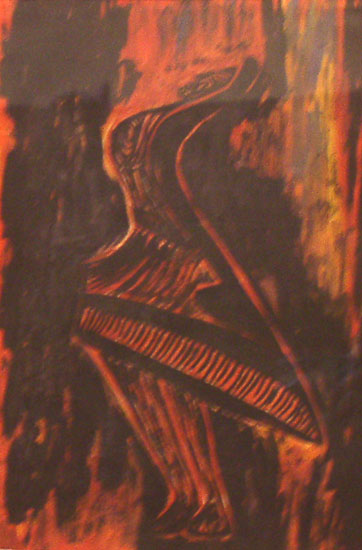
دختر رقصان طرحی از رابینرانت تاگور، مرکب بر روی کاغذ

وی در خانواده از کودکی با فلسفه و چهره‌پردازی و موسیقی و شعر و نویسندگی آشنا شد. خواندن و نوشتن را در خانه آموخت. او از هشت سالگی شعر می‌گفت. مادر و برادر بزرگش از استعداد فهم زبان، فلسفه و منطق برخوردار بودند و مشوق او در دانش اندوزی بودند. وی را به آموزشگاه‌های گوناگون فرستادند ولی رابی با مدرسه خو نمی‌گرفت و از آن گریزان بود چنان‌که در بزرگسالی مدرسه را آمیزه‌ای از بیمارستان و زندان خواند.
هنگامی که دوازده ساله بود پدرش وی را با خود به هیمالیا برد. دیدار از طبیعت و نیایشگاه‌های هندوان اثر بسیاری در او گذارد. وی دانشگاه تاگور یا دانشگاه ویسو بهاراتی را در جایی که در این سفر دیده بود و پسندیده بود در آینده برپا داشت. این سرزمین را که خاکی سرخ داشت خریداری کرد و چندی پس از آن در آنجا خانه و باغی ساخت و آنجا را شانتی‌نیکتان (به معنای رامشگاه) نامید. او از این پس دلبستگی بسیاری به طبیعت پیدا کرد. پدرش بدو سانسکریت و انگلیسی و ادب بنگالی می‌آموخت.
وی در سال ۱۸۷۵ هنگامی که چهارده ساله بود دیگر مدرسه را کنار گذاشت. در همین هنگام بود که مادرش درگذشت. برادرش جوی‌تیرین‌درانات وی را به خانه خود برد و همسر او کادامبری همچون مادری مهربان از او پرستاری کرد. در آوریل ۱۸۸۴ کادامبری به دلیلی ناآشکار خودکشی کرد. مرگ وی بر رابی جوان اثر بدی گذاشت.
مهاریشی به پیشنهاد ساتین‌درانات برادر دیگر رابی وی را برای دانش‌اندوزی به بریتانیا فرستاد. در سپتامبر ۱۸۷۸ رابی به همراه برادرش ساتین‌درانات به بریتانیا رفت. او را در آغاز برای خواندن حقوق به آنجا فرستادند ولی رابی به موسیقی و شعر و ادب پرداخت و پس از یک سال به زادگاه خویش بازگشت.
از این به بعد زندگی تاگور در کش و قوسی اعجاب‌آور درگیر شد. این جریان او را به متفکر بزرگ و ملی هندوستان مبدل کرد. او برای هند شعر می‌گفت، مقاله می‌نوشت، سیاست‌های بریتانیا را نقد می‌کرد و دست به تحرکات سیاسی می‌زد. بسیاری از نوشته‌هایش به دلیل دارا بودن چنین مضامین و ویژگی‌هایی به مکتوبات ملی هند تبدیل شده‌اند که از این دسته می‌توان به رساله «نهضت ملی» اشاره کرد که در سال ۱۹۰۴ منتشر شد.
درواقع کتاب شناختنامه رابیند رانت تاگور به‌تمام اینچنین ویژگی‌هایی که در این متفکر بزرگ هندی می‌توان سراغ گرفت پرداخته و تمام اندیشه‌ها و زوایای فکری او را کاویده است.

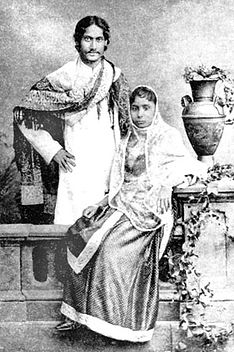
تاگور در کنار همسرش مری‌نالینی در سال ۱۸۸۳

رابیندرانات به خواست پدر در هنگامی که بیست و دو ساله بود با دختری از گروه برهمنان به نام بهاوتارینی ری چودری (Bhavatarini rai Chowdhry) پیمان زناشویی بست. رابیندرانات پس از آن همسرش را مری‌نالینی (Mrinalini) می‌خواند.
در ۲۲ دسامبر ۱۹۰۱ وی به شانتی‌نیکتان رفت و در آنجا آموزشگاهی را به نام برهماچاریه اشرام گشود. این آموزشگاه در آغاز پنج شاگرد داشت که یکی از آنان بزرگ‌ترین پسر خود تاگور بود. همچنین آنجا پنج آموزگار نیز داشت. از آنجا که از میان آموزگاران پنج تن مسیحی بودند برپایی چنین جایی بر هندوان دیندار خوش نیامد. اما تاگور تا آخر عمرش به رتق و فتق امور آنجا مشغول شد و این در حالی بود که به‌عنوان یک متفکر هندی در تراز جهانی به اقصی نقاط دنیا سفر کرده و سخنرانی می‌کرد. او بارها از ایران، آمریکا، بریتانیا، فرانسه، ژاپن و بسیاری کشورهای دیگر دیدار کرد.
علاقه او به ایران بسیار زیاد بود چراکه به نظر او فرهنگ ایرانی و هندی ریشه‌ای مشترک دارند و شاید به همین دلیل بود که جشن هفتادمین سال تولدش در سال ۱۹۳۲ در ایران برگزار شد. تاگور طی دو دیدارش از ایران از مزار سعدی، حافظ، فردوسی و دیگر نقاط ایران نیز بازدید کرد.
در سال ۱۹۰۱ که سنگ‌بنای دانشگاهش را گذاشت همسرش مری‌نالینی سخت بیمار شد، وی را به کلکته بردند ولی وی در ۲۳ نوامبر ۱۹۰۳ درگذشت. از او پنج فرزند به جای ماند.
چندی پس از آن دومین دخترش رنوکا بیمار گشت و سرانجام در سپتامبر ۱۹۰۳ نه ماه پس از مادر و در سیزده‌سالگی در گذشت. چندی پس از آن در پی با مرگ یکی از شاگردانش به بیماری آبله روبرو شد و چون این بیماری واگیر بود به ناچار آموزشگاه را به جای دیگری به نام شلیدا برد. در ۹ ژانویه ۱۹۰۵ پدرش مهاریشی در هشتاد و هشت سالگی جان سپرد. در ۲۳ نوامبر ۱۹۰۷ جوانترین پسرش سامیندرا مرد و پدر را داغدار کرد، وی هنگام مرگ سیزده ساله بود. این رویدادهای تلخ بر شعرهای تاگور اثر بسیاری گذارد.

### فرزندان
1. مادوری‌لاتا (Madhurilata)، دختر
2. راتیندرانات (Rathindranath) یا راتی (Rathi)، پسر
3. رنوکا (Renuka)، دختر؛ درگذشته به سال ۱۹۰۳
4. میرا (Mira)، دختر
5. سامیندرا یا سامیندرانات (Samindra)، پسر؛ درگذشته به سال ۱۹۰۵

## سفرها
تاگور سفرهای زیادی به اقصی نقاط جهان کرد.
- تاگور در ایران

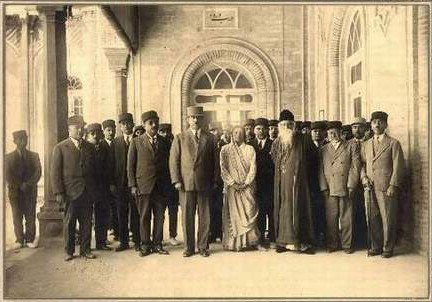
تاگور در کنار نمایندگان مجلس ایران، تهران، آوریل و مه ۱۹۳۲

تاگور در ۱۵ آوریل ۱۹۳۲ به همراه عروسش پراتیمادیوی و دینشاه ایرانی (از پارسیان نامدار هند) به دعوت دولت ایران به ایران رفت. جشن هفتادمین زادروز او در تهران برپا گردید. در این هنگام از رضاشاه پهلوی شاه آن زمان ایران خواست تا برای آموزش جوانان هندی استادی را به هندوستان به دانشگاه او بفرستد که او ابراهیم پورداوود را برگزید و به هندوستان فرستاد. پس از آن وی از راه بغداد به هند بازگشت. در این هنگام بود که خبر درگذشت نوه‌اش نیندرانات را که در آلمان درس می‌خواند، شنید.
او به ایران و زبان فارسی علاقه فراوان داشت و به رغم کهولت سن و سختی سفر در آن زمان دو بار به ایران سفر کرد. سفر اول او در اردیبهشت ۱۳۱۱ و دیدارش با نویسندگان و شاعران ایران در بوشهر– شیراز و تهران و اصفهان باعث تبادل فرهنگی و ادبی گسترده‌ای میان نویسندگان و شاعران ایران و هند شدکه سال‌ها ادامه داشت
.
تاگور به احساس می‌کرد که باید دعوت دولت ایران را بپذیرد به‌علت اینکه زبان و ادبیات فارسی، که نخست مسلمانان و سپس گورکانیان در هند رواج دادند، بخشی از میراث ادبی بنگال بود و شمار زیادی از کلمات بنگالی، حدود سه هزار واژه ریشهٔ فارسی داشت.
'موهون روی'، پدر معنوی تاگور، و بزرگان دیگر هند در آن روزگار فارسی را روان صحبت می‌کردند و با آنکه تاگور خود فارسی نمی‌دانست، با افسانه‌ها و شاعران ایرانی، خاصه حافظ، هم از طریق ترجمه و هم از راه متون اصلی آشنایی داشت. 'دبندرانات' پدر او فارسی می‌دانست و حافظ را برای تاگور نوجوان می‌خواند و تاگور، بی‌تردید خاطره ورود تاگور به مدرسه سعادت بوشهر در جراید آن روز تهران منعکس گردید و روزنامه فارسی‌زبان «حبل حبل‌المتین» چاپ کلکته هندوستان نیز اخبار مفصلی در این باره به چاپ رساند. تاگور در ایام اقامتش در ایران دو سخنرانی ایراد کرد؛ یکی در تالار مسعودیه و یکی در انجمن ادبی ایران. تاگور در دو خطابه‌اش چند بار گفت 'من ایرانی هستم و نیاکانم از این سرزمین به هندوستان مهاجرت کردند و مسرورم که به وطن اجداد خود آمده‌ام
سفر دوم تاگور علی‌رغم کهولت سن و سختی راه در سال ۱۳۱۳ برای ادای احترام به فردوسی و شرکت در مراسم رونمایی آرامگاه توس بودو تاگور هنگامی که در آرامگاه فردوسی بود و به این حماسه سرای بزرگ ایرانی ادای احترام می‌کرد ۷۳ سال از عمرش می‌گذشت.
معاون رئیس‌جمهوری هند در سمینار بین‌المللی ۱۵۰ سالگی تاگور در ۸ می۲۰۱۲ گفت: تاگور در سفر به ایران طی سخنانی گفت:' هویت نفسانی انسان و هویت ملی که در ذات انسان نهفته است نباید مانع از احترام به دیگر فرهنگ‌ها شود آسیا دارای تمدن و فرهنگ غنی است و هر ملتی بر اساس فرهنگ، مذهب و آیین خود راه رهایی خود از عقب ماندگی و استعمار را بازخواهد یافت. حامدانصاری' افزود:امروز آسیا جایگاه خود را بازمی‌یابد با همان روشی که تاگور آموزش داد. او مبارزه مسالمت‌آمیز را به رهبرانی چون گاندی آموخت.
تاگور در سال ۱۹۱۲ در اندیشه افتاد تا شعرهای دفتر شعر پرآوازه خود گیتانجلی (Gitanjali) را به انگلیسی برگرداند. وی در ۲۷ مارس همان سال با پسرش راتیندرانات و همسر او به لندن رفت، در آنجا برگردان گیتانجلی را به پایان رساند. این شعرها در بریتانیا بسیار پذیرفته شد و با اقبال اهل ادب روبه‌رو گردید. وی در ماه اکتبر همان سال با پسر و همسرش به آمریکا رفت و در ژانویه ۱۹۱۳ به لندن بازگشت و چندی پس از آن به زادگاهش بازگشت. در نوامبر همان سال در شانتی‌نیکتان آگاه شد که شعرهای گیتانجلی برایش جایزه نوبل را به ارمغان آورده است. تاگور زین پس آوازه جهانی یافت. او نخستین آسیایی است که به جایزه نوبل دست یافت. تاگور به سال ۱۹۱۴ جایزه نوبل و نشان فرهنگستان سوئد را از دست لرد کار مایکل مرزبان بنگال دریافت داشت.
در هنگام برپایی جنگ جهانی یکم در مه۱۹۱۶ به ژاپن رفت و پس از سه ماه، در ماه سپتامبر همان سال برای دومین بار به آمریکا رفت. در ژانویه ۱۹۱۷ به ژاپن و از آنجا به هند بازگشت.
در ۳ ژوئن ۱۹۱۵ دولت بریتانیا بدو لقب شوالیه داد ولی پس از کشتار جلیان‌والا باغ در ۱۳ آوریل ۱۹۱۹ تاگور از لقب و نشان بریتانیایی‌ها چشم پوشید و آن را برای فرماندار آن زمان هندوستان پس فرستاد.

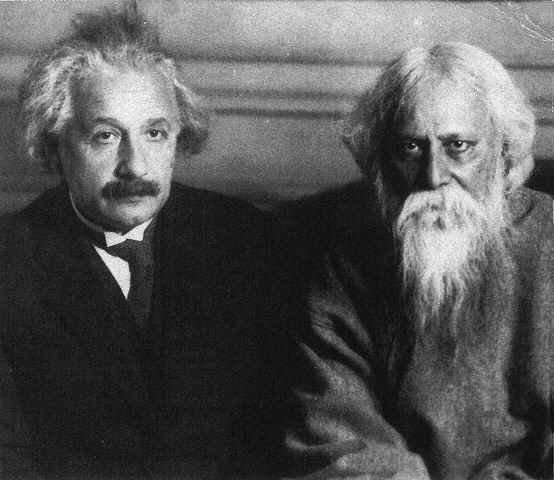
تاگور در کنار آلبرت اینشتین ۱۹۳۰

او در بسیاری از کشورهای آسیا، اروپا، آفریقا و آمریکا به گردش و دید و بازدید و سخنرانی پرداخت.
تاگور در ۱۵ مه ۱۹۲۶ به دعوت بنیتو موسولینی به ایتالیا ره سپرد. در آن هنگام با جواهر لعل نهرو و همسرش دیدار کرد و میهن‌دوستی و آزادگی وی را ستود.
وی در سپتامبر ۱۹۴۰ به کوه‌های هیمالیا -همان‌جا که در کودکی پدرش وی را بدانجا برده بود- رفت. ناگهان ناخوش شد و به ناچار به کلکته بازگشت. پس از درمان به شانتی‌نیکتان رفت. دوباره بیمار شد و او را در ۲۵ ژوئیه ۱۹۴۱ به کلکته بردند. در آنجا او را جراحی کردند ولی حالش بدتر شد. سر انجام در ۷ اوت همان سال در حالی که هشتاد سال و سه ماه از زندگیش می‌گذشت جان سپرد. جسد او را در کنار رود گنگ سوزاندند و خاکسترش را به شانتی‌نیکتان، یعنی همان‌جا که مدرسه‌اش بود فرستادند. تاگور نماند تا استقلال هند را ببیند اما بدون شک استقلال هند تا حد زیادی به اندیشه‌های تاگور مدیون است.

## تاگور و سیاست

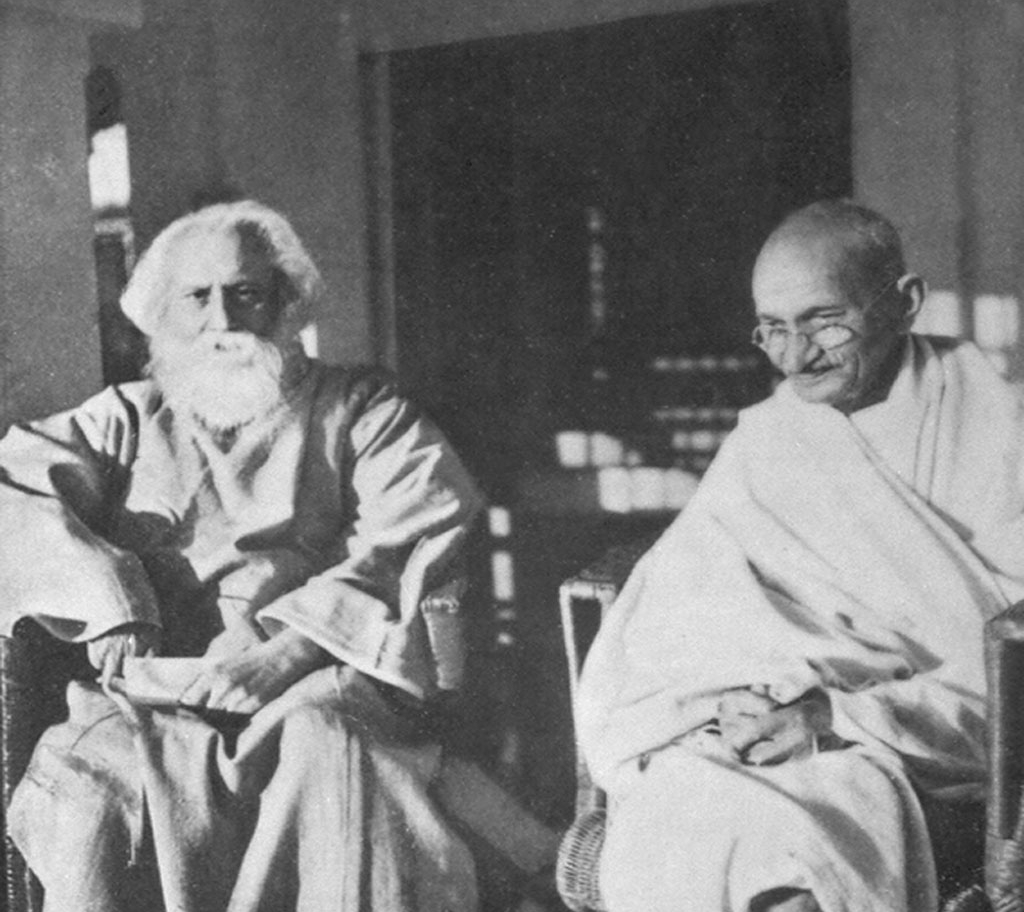
تاگور در کنار گاندی، سال ۱۹۴۰

رابیندرانات تاگور نه تنها نویسنده بزرگ ادبیات مدرن هندوستان و شاعر و رمان‌نویسی قهار بلکه وی از سردمداران دیرین و مدافعان سرسخت استقلال هندوستان نیز به‌شمار می‌آید. اهمیت و شهرت تاگور تا حدی بود که حتی بریتانیایی‌های مستقر در هند نیز از او واهمه داشتند. شاید بتوان یکی از عوامل تأثیرگذار در پیروزی گاندی را تاگور و اندیشه‌هایش دانست. تاگور در سال ۱۹۳۲ در زندان با گاندی ملاقات کرد. این امتیازی بود که بریتانیایی‌ها به هر کسی نمی‌دادند اما تاگور از آن برخوردار شد و در نهایت نیز دانشگاه آکسفورد به تاگور دکترای افتخاری داد و همچنین در سال ۱۹۳۴ پذیرفت که با نهرو دیدار کند. یکی از پراهمیت‌ترین سخنرانی‌های تاگور با عنوان «بحران تمدن» در جشن ۸۰ سالگی‌اش ایراد شد. دنباله تأثیر فکری این سخنرانی را در جهان می‌توان در تئوری جنگ تمدن‌ها و گفتگوی تمدن‌ها دید.
تاگور نخستین بار در ۱۰ مارس ۱۹۱۵ با ماهاتما گاندی در شانتی‌نیکتان دیدار کرد و گاندی شش روز مهمان تاگور بود. از این پس دوستی پایداری میان این دو پدید آمد. بار دوم در مه ۱۹۲۵ گاندی باز چند روزی را در کنار تاگور گذراند. در هنگامی که در سال ۱۹۳۲ گاندی دست به روزه برای پذیرش خواسته‌های هندیان از سوی بریتانیا زد در آغاز کارنامه‌ای به تاگور نوشت و در آن از او خواست تا برایش دعا کند. تاگور به دیدار او شتافت و پس از بیست و شش روز که بریتانیا درخواستهای او را پذیرفت وی در حالی که سر بر بالین تاگور داشت روزه خود را گشود.
تاگور دو سرود ملی هند و بنگلادش را سروده است و در تهیهٔ سرود ملی سری‌لانکا نیز نقش داشت. تاگور با وجود ارتباطش با مهاتما گاندی، فاصله خودش را با سیاست حفظ کرد. او تا دههٔ ۱۹۳۰ در بسیاری از ایالات بنگلادش و هند سفر کرد. در سال‌های بعد به کشورهای مختلف جهان از آرژانتین تا ایران سفرهای بسیار کرد.

## آثار
تاگور بیش از شصت جلد از آثار منظوم خود منتشر نمود و داستانهای بزرگ، مقالات، نمایشنامه‌های او به اغلب زبان‌های زنده دنیا ترجمه شده است. از آثار جاویدان او می‌توان «سلطان قصر سیاه»، «میوه جمع کن»، «اشعار خیبر»، «رشته‌های گسسته»، «نامه‌هایی به یک دوست»، «پیوند آدمی»، «مذهب بشر»، «شخصیت»، «نکاتی از بنگال»، «هدیه عاشق» و «چیترا» را نام برد.

## برگردان فارسی
برخی از سروده‌ها و نوشته‌های تاگور به فارسی برگردانده شده است. از جمله آثار وی که به فارسی منتشر شده‌اند:
- گیتانجالی (که در سال ۱۹۱۳ برندهٔ جایزهٔ نوبل گردید)
- ماه نو و مرغان آواره ترجمه ع. پاشایی
- خانه و جهان ترجمه زهرا ناتل خانلری. که در فهرست روزنامه گاردین (۱۰۰۰ رمان که هر شخص باید بخواند) و همچنین روزنامه دیلی تلگراف (۱۰۰ رمان که هر شخص باید بخواند) قرار دارد. * قطعات ادبی کشتی شکسته ترجمه عبدالمحمد آیتی
- شب تاب ترجمه مسیحا برزگر